# Speakeasy (proibizionismo)

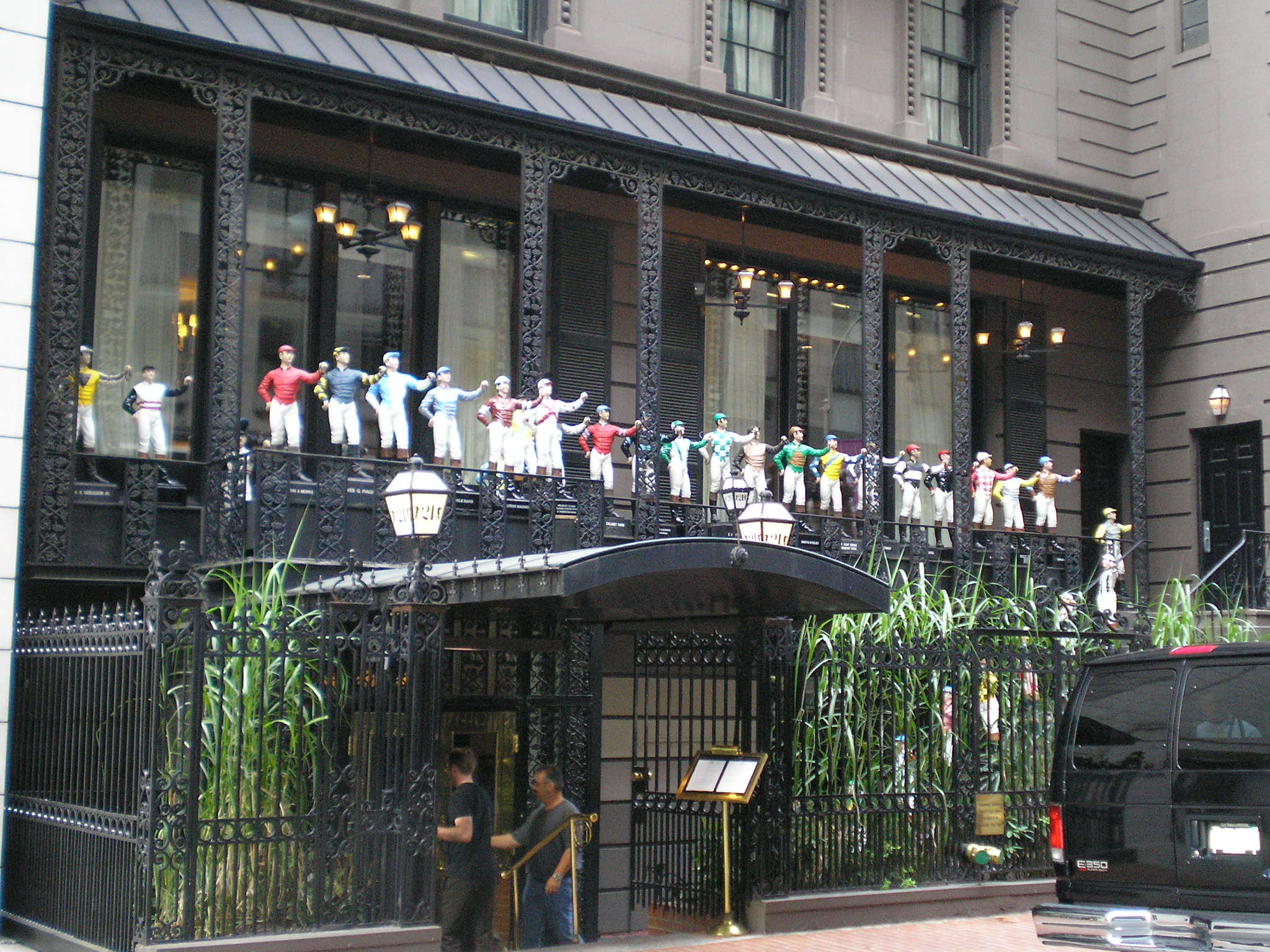
Il Club 21 di New York era uno speakeasy ai tempi del proibizionismo

Uno speakeasy (pronuncia [ˈspiːkˌiːzɪ], letteralmente: "parlar piano, con tranquillità, senza tensione"), chiamato anche blind pig o blind tiger, era un esercizio commerciale che vendeva illegalmente bevande alcoliche. Tali esercizi furono in auge negli Stati Uniti durante il periodo conosciuto come proibizionismo (che si colloca generalmente tra il 1920 e il 1933, benché fosse iniziato prima in diversi Stati). Durante questo periodo, la vendita, la produzione e il trasporto di bevande alcoliche erano illegali in tutti gli Stati Uniti d'America.

## Etimologia
Il termine speakeasy sembra essersi originato in Pennsylvania nel 1888, quando la legge Brooks High sulle licenze commerciali aumentò la tassa statale per una licenza di saloon da 50 a 500 dollari. Il numero di bar legali crollò drasticamente, ma alcuni bar continuarono a operare illegalmente. Kate Hester aveva in gestione un saloon a McKeesport, appena fuori Pittsburgh. Si rifiutò di pagare la nuova tassa e continuò la propria attività. Per evitare che il suo business illegale potesse attirare l'attenzione delle autorità, quando i suoi clienti erano troppo turbolenti, lei li avrebbe zittiti sussurrando Speak easy, boys! ("Parlate piano, ragazzi!"). Questa espressione divenne comune a McKeesport e si diffuse poi a Pittsburgh.
Una teoria alternativa è che il termine sia semplicemente derivato da un modo di ordinare una bevanda alcolica senza sollevare sospetti: i baristi avrebbero detto ai clienti di stare tranquilli e di "parlare senza tensione".

## Storia
Gli speakeasy erano numerosi e popolari durante gli anni del proibizionismo. Alcuni di loro erano gestiti da membri della criminalità organizzata. Nonostante polizia e agenti del Bureau of Prohibition compissero frequenti irruzioni e arresti di proprietari e clienti, erano così redditizi che continuarono a prosperare. Gli speakeasy contribuirono al cosiddetto Rinascimento di Harlem perché consentirono alla gente di colore di bere e divertirsi al riparo dalla discriminazione razziale.

### Blind pigseblind tigers
Il termine blind pig (o blind tiger) ha avuto origine negli Stati Uniti nel diciannovesimo secolo; definiva esercizi commerciali di classe inferiore che vendevano illegalmente bevande alcoliche. Nei locali di questo tipo, il cliente pagava un biglietto per vedere un'attrazione (ad esempio un animale) e il locale gli serviva una bevanda alcolica "in omaggio", eludendo in questo modo i divieti imposti dalla legge proibizionista.
La differenza tra uno speakeasy e un blind pig è che il primo era solitamente un esercizio di classe superiore che offriva cibo e divertimento. Nelle grandi città alcuni speakeasy esigevano inoltre un abbigliamento consono, giacca e cravatta per gli uomini e abito da sera per le donne. Un blind pig invece si rivolgeva solitamente alle classi inferiori e offriva solo birra e liquori.

### I gangster
L'era del proibizionismo ha visto la crescita della criminalità organizzata negli Stati Uniti. Gangster come Dutch Schultz, Al Capone e Lucky Luciano fecero fortuna fornendo illegalmente birra e liquori agli speakeasy di tutto il paese. Alcuni speakeasy furono utilizzati come abitazioni e uffici dai gangster, che adottarono uno stravagante e facilmente identificabile stile di vita. I gangster di successo venivano identificati dai loro abiti di seta alla moda, dai gioielli costosi e dalle pistole.